# Jürgen Heesemann

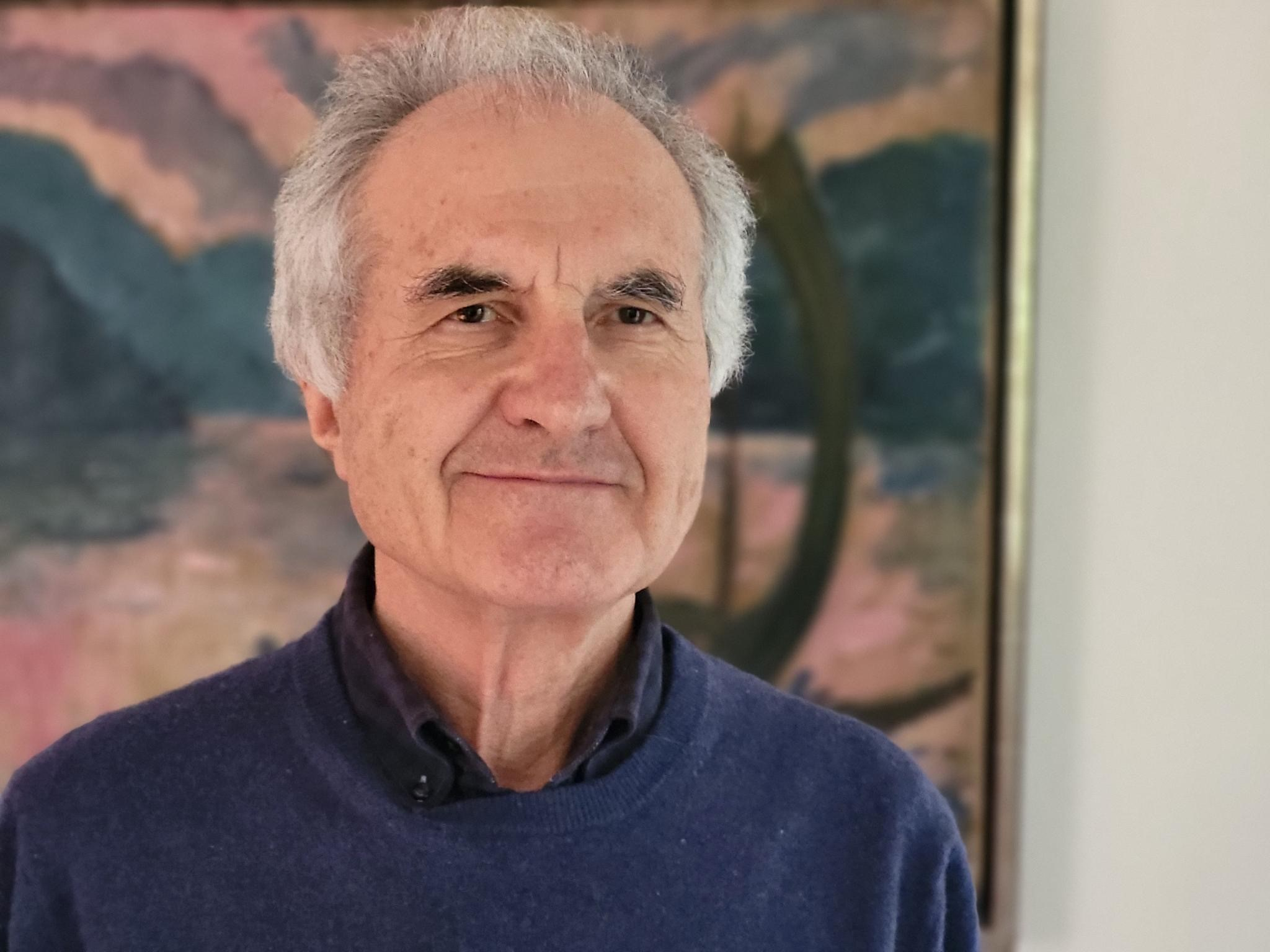
Jürgen Heesemann im November 2023

Jürgen Heesemann (* 26. November 1948 in Kassebruch, Kreis Cuxhaven) ist ein deutscher Medizinischer Mikrobiologe.

## Leben
Nach dem Abitur an der Humboldtschule Bremerhaven leistete Jürgen Heesemann seinen Grundwehrdienst in Buxtehude (1967–1969). Danach studierte er Chemie an der Universität Hamburg und schloss sein Studium im WS 1972/73 mit der Diplomhauptprüfung ab. Es folgte ein Medizinstudium an der Georg-August-Universität Göttingen, das er 1979 mit der Approbation zum Arzt abschloss. Parallel zu seinem Medizinstudium fertigte er am Max-Planck-Institut (MPI) für biophysikalische Chemie in Göttingen seine Diplomarbeit (1973/74) und anschließend seine Dissertationsschrift im Fach Physikalische Chemie an (Abteilung für Molekularen Systemaufbau, Hans Kuhn) mit dem Titel „Diglyceridchromophorsysteme als Bausteine für organisierte Schichtverbände“ (Förderung durch ein Doktorandenstipendium der Studienstiftung des Deutschen Volkes). Die Promotion zum Dr. rer. nat. an der Georg-August-Universität zu Göttingen erfolgte 1976. Anschließend fertigte er eine medizinische Doktorarbeit (experimenteller Abschluss 1979) an, mit dem Titel „Vergleichende elektrophysiologische Untersuchungen von synthetischen quarternären alpha,omega-Diammoniumverbindungen an der Froschmuskelendplatte“ am MPI für biophysikalische Chemie (Abteilung Neurobiologie, Otto Creutzfeldt). Die Promotion zum Dr. med. erfolgte an der Universität zu Göttingen 1983 (Gesamturteil: ausgezeichnet).
1980 begann er seine Facharztausbildung am Institut für Medizinische Mikrobiologie und Immunologie der Universität Hamburg, Fachbereich Medizin. 1984 habilitierte er sich an der Universität Hamburg für das Fach „Medizinische Mikrobiologie, Immunologie und Hygiene“. 1985 erwarb er die Anerkennung als „Arzt für Mikrobiologie und Infektionsepidemiologie“.
Zu Beginn des Jahres 1986 wurde Jürgen Heesemann zum C3-Professor und leitenden Oberarzt am Institut für Medizinische Mikrobiologie und Immunologie des Universitätsklinikums Hamburg-Eppendorf ernannt. 1989 erfolgte seine Berufung auf eine C4-Professur und zum Vorstand des Institutes für Hygiene und Mikrobiologie der Julius-Maximilians-Universität Würzburg. 1996 nahm er einen Ruf auf eine C4-Professur für Bakteriologie und den Vorstand am Max von Pettenkofer-Institut für Hygiene und Medizinische Mikrobiologie der Ludwig-Maximilians-Universität (LMU) München an, wo er bis zu seiner Pensionierung im Jahre 2014 tätig war.
Jürgen Heesemann ist mit der Kunsthistorikerin Andrea Heesemann verheiratet und hat vier Kinder.

## Wirken
Der Forschungsschwerpunkt von Jürgen Heesemann liegt auf der molekulargenetischen und zellulären Analyse der Pathogenitätsmechanismen von enteropathogenen Yersinien im Zellkultur- und Nagetierinfektionsmodell. Seine Forschungsarbeiten umfassen die Pathogenese und Diagnostik der von diesen Erregern induzierten reaktiven Arthritis, die Infektionsimmunologie der Yersinose und die Entwicklung von Lebendimpfstoffen auf Yersinia-Basis. Darüber hinaus hat seine Arbeitsgruppe wichtige Beiträge mit infektionsmedizinischer Relevanz zur Aufklärung der krankmachenden Eigenschaften und der Wirtsanpassung des Bakteriums Pseudomonas aeruginosa bei der chronischen Infektion der Lunge bei Mukoviszidose, einer angeborenen Stoffwechselkrankheit der Atemwege des Menschen, erarbeitet.
Er übernahm für drei große Verbundprojekte der Deutschen Forschungsgemeinschaft (DFG) Sprecherfunktionen: DFG-Graduiertenkolleg „Infektionsbiologie“ (Würzburg, 1990 bis 1995), DFG-Schwerpunktprogramm 1047 „Ökologie bakterieller Krankheitserreger: Molekulare und evolutionäre Aspekte“ (1997 bis 2002) und DFG-Graduiertenkolleg 303 „Infektion und Immunität“ (München, 1997 bis 2005).
Im Zeitraum von 1994 bis 1996 und von 2006 bis 2010 war Jürgen Heesemann Präsident der Deutschen Gesellschaft für Hygiene und Mikrobiologie (DGHM); von 1997 bis 2005 war er Vorsitzender des Beirates für Infektionsepidemiologie des Robert Koch-Institutes in Berlin. In der Zeit von 2000 bis 2005 führte er den Vorsitz des Beirates des Bernhard-Nocht-Institutes für Tropenmedizin in Hamburg. Von 2008 bis 2014 war er Vorsitzender des Beirates des Zentrums für Molekulare Medizin der Universität zu Köln. Darüber hinaus war er von 1999 bis 2013 Vorsitzender der Kommission des Förderprogramms für Forschung und Lehre der Medizinischen Fakultät der LMU. Von 1994 bis 1999 und 2012 bis 2015 war er als Fachgutachter für die DFG tätig.

## Ehrungen und Auszeichnungen
- 1984 Dr.-Martini-Preis, Hamburg[1]
- 1985 Förderpreis der Robert-Koch-Stiftung, Clausthal-Zellerfeld[6]
- 1997 Hauptpreis der DGHM-Stiftung[7]
- 1998 Aronson-Preis der Stadt Berlin[8]
- 2000 Mitglied der Deutschen Akademie der Naturforscher Leopoldina – Nationale Akademie der Wissenschaften[1]
- 2009 Mitglied der European Academy of Microbiology[9]
- 2015 Peisser Medaille der Medizinischen Fakultät der LMU für die Förderung des wissenschaftlichen Nachwuchses in der Medizin[1]
- 2022 Ferdinand-Cohn Medaille der DGHM[10]